# Don Murphy
Don Murphy es un productor, actor y director de cine. Nació en abril de 1967 en Nueva York creció en Hicksville y reside en California. Conocido por producir las cintas Asesinos por naturaleza, Transformers, Transformers: la venganza de los caídos y Transformers: el lado oscuro de la luna.

## Filmografía
- Monday Morning (1990)
- Asesinos por naturaleza (1994)
- Double Dragon (1994)
- El aprendiz (1998)
- Permanent Midnight (1998)
- Desde el infierno (2001)
- The League of Extraordinary Gentlemen (2003)
- Transformers (2007)
- En el punto de mira (2007)
- Perseguida (2008)
- Transformers: la venganza de los caídos (2009)
- Splice (2009)
- Transformers: el lado oscuro de la luna (2011)
- Gigantes de acero (2011)
- Transformers: la era de la extinción (2014)
- Vampire Academy (2014)
- Vampire Academy (2022)